# Natação nos Jogos Olímpicos de Verão da Juventude de 2014 - 200 m mariposa Rapazes
As provas de natação' dos' 200 m mariposa de rapazes nos Jogos Olímpicos de Verão da Juventude de 2014 decorreram a 22 de Agosto de 2014 no natatório do Centro Olímpico de Desportos de Nanquim em Nanquim, China. A final teve os húngaros Tamas Kenderesi (Ouro) e Benjamin Gratz (Prata), enquanto o italiano Giacomo Carini foi Bronze .

## Medalhistas
| Ouro   | HUN Tamas Kenderesi |
| Prata  | HUN Benjamin Gratz  |
| Bronze | ITA Giacomo Carisi  |

## Resultados da final
| Pos.              | Linha | Nadador               | Tempo total | Diferença |
| ----------------- | ----- | --------------------- | ----------- | --------- |
| Medalha de ouro   | 4     | HUN Tamas Kenderesi   | 1:55.95     |           |
| Medalha de prata  | 5     | HUN Benjamin Gratz    | 1:57.71     | +1.76     |
| Medalha de bronze | 3     | ITA Giacomo Carini    | 1:58.14     | +2.19     |
| 4                 | 6     | SUI Nils Liess        | 1:58.32     | +2.37     |
| 5                 | 7     | BRA Luiz Altamir Melo | 1:58.34     | +2.39     |
| 6                 | 8     | USA Justin Wright     | 1:59.40     | +3.45     |
| 7                 | 1     | EGY Akram Ahmed       | 2:02.07     | +6.12     |
| 8                 | 2     | COL Jonathan Noriega  | 2:02:83     | +6.88     |